# Opel Meriva

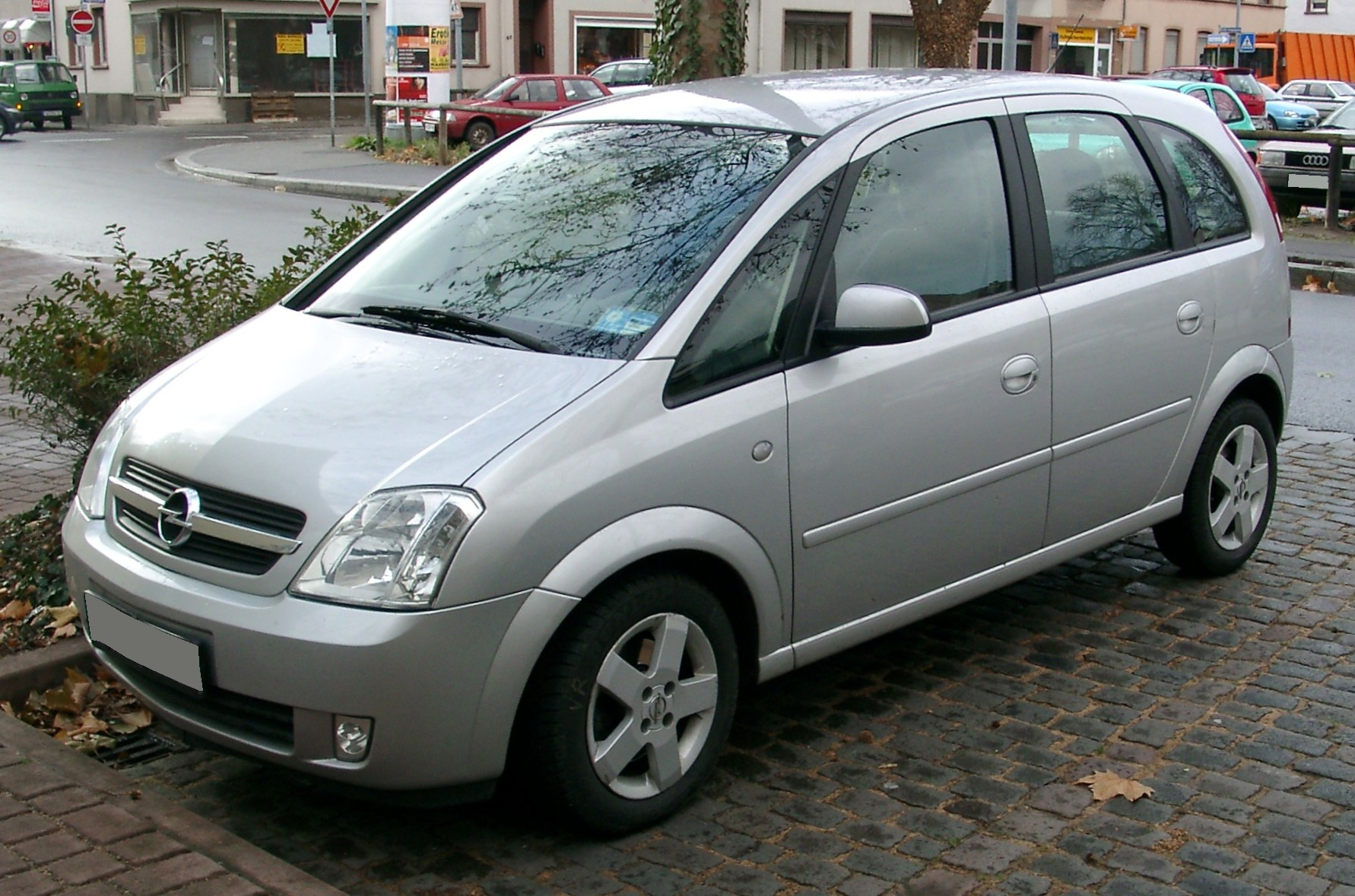
Opel Meriva A (2003–2010)

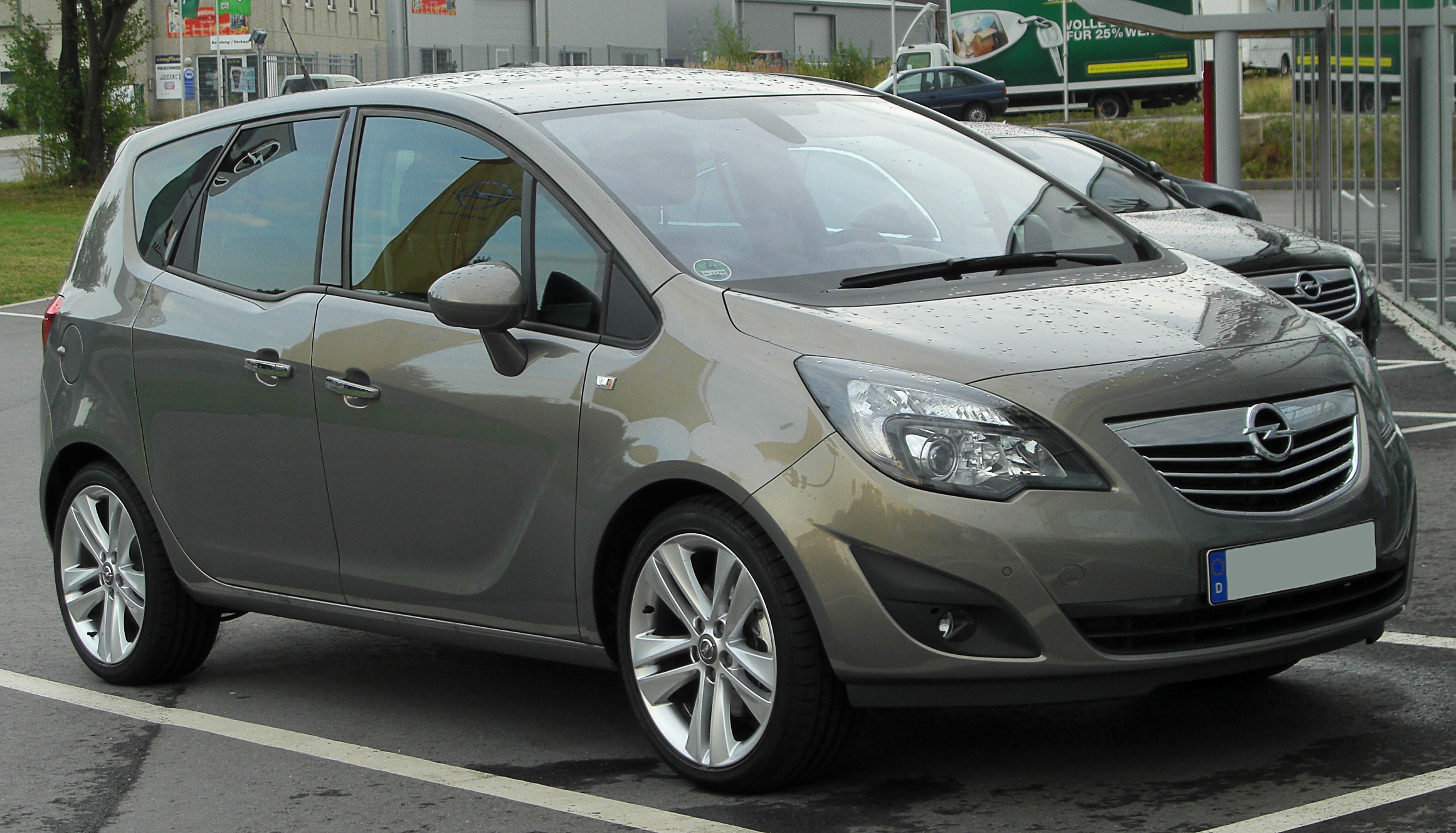
Opel Meriva B (2010–2017)

Opel Meriva je automobil vyráběný automobilkou Opel mezi roku 2003 a 2017. Jedná se o vůz kategorie malé MPV.
První generace byla představena v roce 2003. Tato generace byla velmi oblíbená hlavně díky svému prostornému interiéru a spolehlivosti. Meriva A byla o 265 mm kratší než větší Zafira A, ovšem s rozvorem za Zafirou A zaostávala jen o 64 mm. Meriva A měla také velký výběr motorů. V roce 2006 se dočkala Meriva A modernizace, která se týkala hlavně nových motorů.
Opel Meriva B byla představena na konci roku 2010. Dostala nejnovější prvky a nové asistenty. Úplnou novinkou se stal neobvyklý systém otevírání bočních dveří. Mimo to dostala nové motory apod. V roce 2017 byla výroba modelu Meriva ukončena.